# Kruno Radiljević
Kruno Radiljević (Mostar, 1931 – 1990) è stato un calciatore jugoslavo, bosniaco dal 1991, di ruolo centrocampista.